# Reise zu Tolstoi
Reise zu Tolstoi ist ein Dokumentarfilm von Thomas von Steinaecker aus dem Jahr 2010. Der von Norbert Busè und Studio.TV.Film produzierte Film wurde anlässlich des 100. Todestages von Lew Nikolajewitsch Tolstoi (1828–1910) am 20. November 2010 im Programm von  3sat ausgestrahlt.
Auf der Seite des SWR2 heißt es zu der Produktion: „Der Entfremdung und Entsittlichung in den Verhältnissen des Kapitalismus, der ‚die Menschen Neid, Gier und Egoismus lehrt‘, wollte Tolstoi ein einfaches, ursprüngliches Leben entgegensetzen. Heute klingen viele seiner Gedanken erstaunlich modern – und nahezu prophetisch.“

## Inhalt

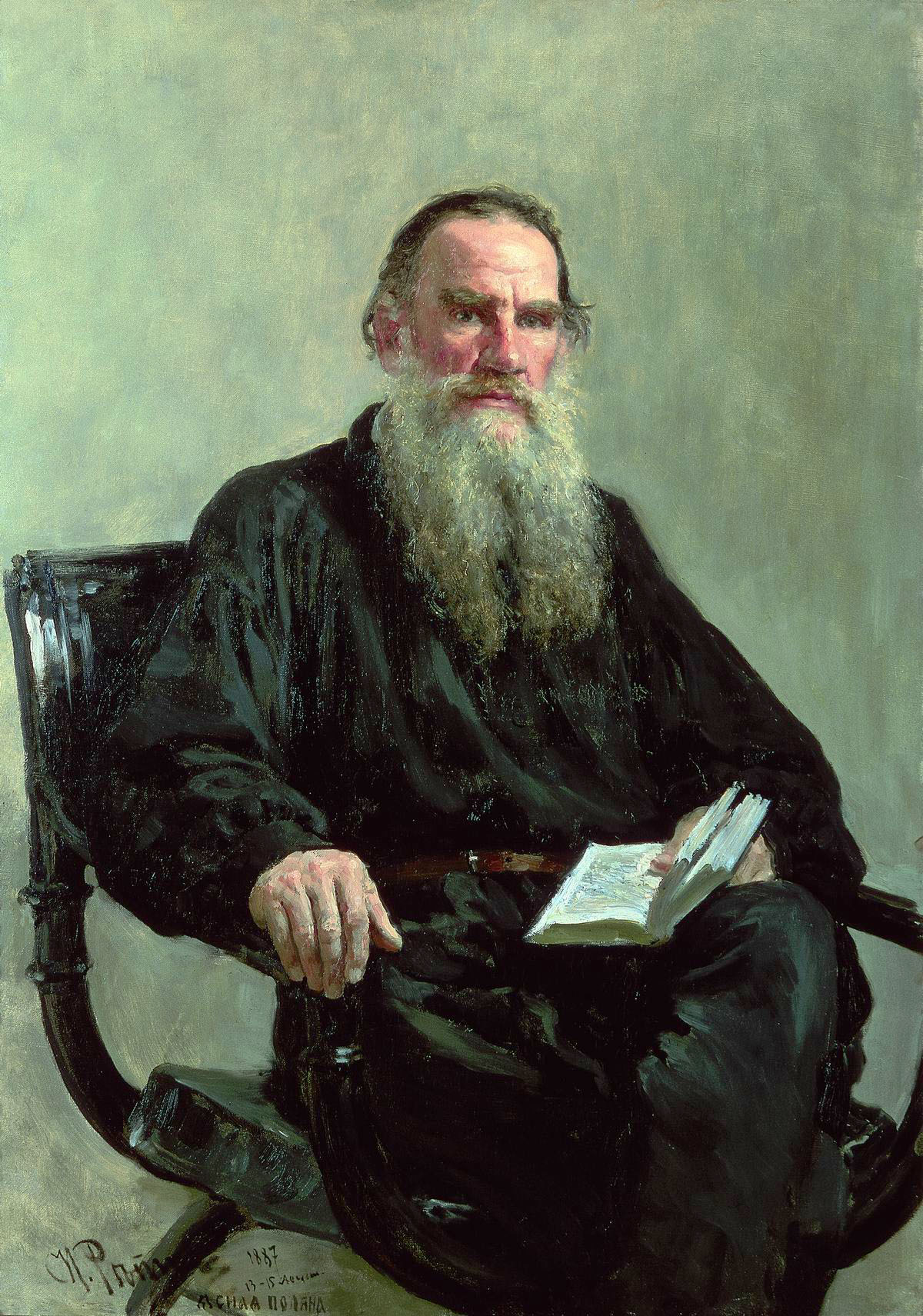
Tolstoi, Gemälde von Ilja Jefimowitsch Repin, 1887

Die russlandstämmige Schriftstellerin Lena Gorelik (* 1981) folgt Tolstois Spuren, indem sie mit dem Zug durch Polen, Weißrussland und  Russland reist, um die wichtigsten Stationen im Leben des russischen Dichters kennenzulernen. Ihre Route endet an einer kleinen Bahnhofsstation im heutigen Oblast Lipezk, wo der Schriftsteller 1910 in hohem Alter an einer Lungenentzündung starb.
Für alle überraschend hatte der Vater von 13 ehelichen Kindern im Alter von 82 Jahren seine Frau verlassen und war nicht nur vor den  familiären Konflikten geflohen, sondern auch vor staatlichen Repressalien, der Presse und seiner rücksichtslosen Anhängerschaft. Der Film erzählt von der Widersprüchlichkeit eines Mannes, der sowohl als Familienmensch, als auch als russischer Schriftsteller starke Gegensätze in sich vereinte. Vom russischen Volk wie ein Heiliger verehrt, war Tolstoi einerseits ein Hedonist und Lebemann, der sich jedoch andererseits mit existenziellen Ängsten konfrontiert sah, die bis zur Depression reichten. 
Trotz seiner adligen Herkunft setzte Tolstoi sich u. a. für die Verbesserung der Lebensverhältnisse seiner Bauern und für Schulreformen ein, stürzte aber andererseits beinahe seine Familie ins Elend, indem er wegen des ihm verhassten Aufhebens um seine Person kurz vor seinem Tod auf das Copyright seiner Werke verzichten wollte. 

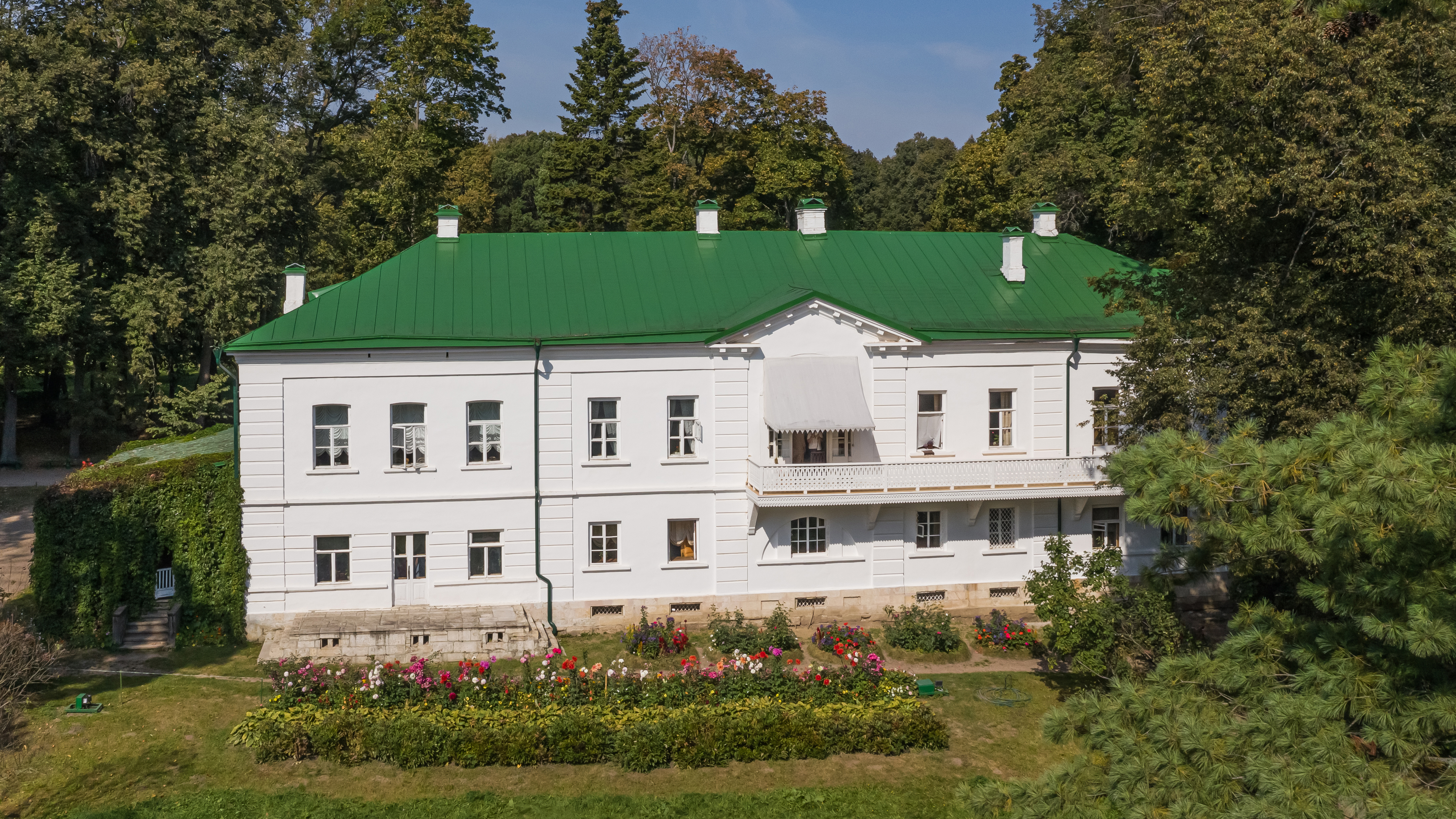
Geburts- und Wohnhaus Tolstois in Jasnaja Poljana

Der Direktor des Tolstoi-Museums, Witali Remisow, und der Gegenwartsautor Wladimir Georgijewitsch Sorokin führen als Experten und Tolstoi-Kenner durch den Film. Neben der Moskauer Holzvilla, in der Tolstoi lebte, besucht Lena Gorelik unter anderem das alte Landgut der Familie Tolstoi, Jasnaja Poljana und auch den Ort, an dem der Dichter starb. Sie zeichnet nicht nur ein Bild Tolstois und seines Lebens, was auch ein Treffen mit dessen Urenkel Wladimir Tolstoi einschließt, sondern befragt auch Menschen in Russland, was sie heute noch über den russischen Dichter wissen und über ihn denken und versucht insbesondere herauszubekommen, wie der große Dichter von der jüngeren Generation wahrgenommen wird. Dabei stellt sie fest, dass Russland sich noch immer schwer tut mit einem seiner berühmtesten Söhne.

## Entstehung, Hintergrund

### Produktion
Die Redaktion des Films lag bei Anja Fix. Christof Debler war der Produktionsleiter. Zwölf Drehtage lang wurde in Russland und in Deutschland gedreht.

### Gründe Goreliks
Gorelik, die in der Schule die Biografie von Tolstoi auswendig lernen musste, blieb der Mensch hinter dem Schriftsteller stets ein Rätsel, weshalb sie versuchte, mehr über ihn und seine Frau Sofja in Erfahrung zu bringen. 

### Tolstoi in Kurzform
Der Schriftsteller, der von der russischen Bevölkerung bereits zu Lebzeiten wie ein Heiliger verehrt wurde, nicht zuletzt wegen seines sozialen Engagements, wurde von der seinerzeit allmächtigen orthodoxen Kirche wegen seiner radikalen religiösen Ansichten exkommuniziert. Im Alter von rund 55 Jahren wollte er von seinen in der ganzen Welt berühmten Romanen Krieg und Frieden und Anna Karenina nichts mehr wissen, bezeichnete sie sogar als Schund, obwohl sie ihn reich gemacht hatten. Danach zog er sich in sich selbst zurück und suchte den Sinn des Lebens in der Askese, nachdem er zeitlebens mit inneren Konflikten gekämpft hatte, die ihn immer wieder in schwere Krisen gestürzt hatten. Als jedoch wiederum Bewunderer kamen, die auf Sinnsuche waren und nach seinem Vorbild leben wollten, fühlte er sich immer mehr bedrängt von diesen, wie er es formulierte, „dunklen Gestalten“. Für seine Frau war diese Kehrtwende schwer, zumal der Schriftsteller sich immer mehr von seiner Familie entfernte.
Nachdem Tolstoi im Alter von 82 Jahren am 10. November 1910 überstürzt eine Reise angetreten hatte, ohne ein Ziel vor Augen zu haben, starb er in einem Bahnwärterhäuschen in dem Dorf Astapowo, das heute den Namen Tolstois trägt. Während der Zugfahrt hatte er sich eine Lungenentzündung zugezogen.